# Vincent Bourgeau
Pour les articles homonymes, voir Bourgeau.
Vincent Bourgeau, né le 10 octobre 1967 à Bruxelles (province de Brabant, actuellement région de Bruxelles-Capitale), est un dessinateur de bande dessinée, auteur, et illustrateur belge de littérature jeunesse, de langue française.

## Biographie
Vincent Bourgeau naît le 10 octobre 1967 à Bruxelles,. Il est issu de parents Français. Il passe sa scolarité au lycée français de Bruxelles. Après un court passage à l'institut Saint-Luc de Bruxelles en section bande dessinée, il se tourne vers le graphisme, puis l'illustration Jeunesse. Son premier travail d'édition (la série J'en ai marre chez Nathan), marque le début de plusieurs collaborations avec l'édition pour la jeunesse. Parallèlement, il livre des illustrations aux groupes de presse Fleurus, Milan et Bayard en France, Averbode en Belgique. En 1999, son personnage Hector occupe chaque mois la dernière page de Toupie, un magazine pour les tout-petits. Depuis 2011, il s'associe régulièrement avec Cédric Ramadier, ils publient plus d'une vingtaine d'albums conjointement, aux éditions L’École des loisirs. Ils réalisent ensemble la série de bande dessinée Les Poux publiée aux Éditions Gallimard en 2015. En 2017, il reçoit le prix Saint-Exupéry qu'il partage avec Anne Cortey pour Le Voyage d'Ignacio.
Avec la publicité, il mène encore une troisième occupation. Représenté par l'agence Illustrissimo à Paris, il collabore notamment pour la SNCF, Cofiroute, La Française des jeux. Il consacre une année au dessin animé, via la série de cédéroms Mélodie (réalisé entièrement en dessin animé) en 1999. Il commence à s'intéresser à la scénarisation de bande dessinée, à commencer par la série Schplurf et Schmurf avec l'illustrateur Bruno Salamone pour le magazine J'aime la BD chez Bayard. Il est invité régulièrement à présenter son travail aux enfants lors de festivals du livre un peu partout en France. Ces rencontres sont l'occasion de partager avec les enfants des moments de créations (écriture d'histoire, dessin de décors,, de personnages).
Il occupe avec 5 autres illustrateurs l'atelier PAN ! à Marseille Il travaille sur de nombreux projets en collaboration avec divers artistes, notamment Cédric Ramadier avec qui il partage la scène pour le spectacle Mais il est où ?.

## Vie privée
Il demeure à Marseille.

## Œuvre

### Publications

#### Illustrateur
- Atchoum, de Nadine Brun-Cosme, Nathan, coll. « Étoile Filante », 2002.
- M. et Mme les Saisons de Anne Cortey, ill. d'Antoine Guillopé, d'Anne Cresci, ill. de Vincent Bourgeau, Toulouse, France, Éditions Milan, coll. « Jeunesse », 2004, 34 p.  (ISBN 2-7459-1487-1)
- Pira le rat pirate, de Magdalena, Flammarion, coll. « Albums du père Castor », 2004  (ISBN 9782081620834).
- Les Formes, de Virginie Aladjidi, Larousse, 2005  (ISBN 9782035651631)
- Les Couleurs, de Virginie Aladjidi, Larousse, 2005  (ISBN 9782035651457)
- Les Contraires, de Virginie Aladjidi, Larousse, 2005  (ISBN 9782035651648)
- Les Chiffres, de Virginie Aladjidi, Larousse, 2005  (ISBN 9782035651655)
- Mon corps, de Virginie Aladjidi, Larousse, 2005  (ISBN 9782035651662)
- À table !, de Virginie Aladjidi avec Caroline Pellissier, Larousse, 2006  (ISBN 9782035652034)
- Les Bébés animaux de la ferme, d'André Guénolée, Casterman, 2007  (ISBN 9782035652034)
- Sur l’île de Anne Cortey, avec Vincent Bourgeau, Paris, Éditions Le Baron perché, 2012, 38 p.  (ISBN 978-2-36080-043-8)
- Le Voyage d'Ignacio[9] de Anne Cortey, avec Vincent Bourgeau, Grasset-jeunesse, 2016
- Entre les gouttes de Anne Cortey, illustrations de Vincent Bourgeau, L’École des loisirs, 2017
- Le Magichien avec Cédric Ramadier, L’École des loisirs, coll. « Loulou et Cie », 2021  (ISBN 9782211300568)
- Un bisou et dodo[10] avec Cédric Ramadier, L’École des loisirs, coll. « Loulou et Cie », 2024  (ISBN 9782211335645).

#### Auteur-illustrateur
- Le Balai des sorcières, Albin Michel Jeunesse, coll. « Ozie Boo », 2018  (ISBN 9782226403230).

#### Bande dessinée

##### Les Poux
- 1. On a marché sur la tête !, Gallimard Bande dessinée, Paris, 11 février 2015
Scénario : Cédric Ramadier - Dessin et couleurs : Vincent Bourgeau -  (ISBN 978-2-07-066311-8)
- 2. Tous à l'école, Gallimard, Paris, 22 octobre 2015
Scénario : Cédric Ramadier - Dessin et couleurs : Vincent Bourgeau -  (ISBN 978-2-07-066594-5)

##### One shots
- Le Fils du pirate[11], Seuil, coll. « La Bande des petits », Paris, 3 septembre 2000
Scénario, dessin et couleurs : Vincent Bourgeau -  (ISBN 9782020415446)
- Le Père du pirate, Seuil Jeunesse, coll. « La Bande des petits », Paris, 4 mai 2006
Scénario, dessin et couleurs : Vincent Bourgeau -  (ISBN 9782020876391),Format à l'italienne.
- Docteur Net, Michel Lagarde, Paris, 2006
Scénario et dessin : Vincent Bourgeau - Couleurs : noir et blanc -  (ISBN 2-916421-03-3)
- Mission Kraken ! Les aventures de l'intrépide équipe O.C.E.A.N., Éditions Sarbacane, coll. « Sapajou », Paris, 2 février 2011
Scénario : Davide Cali - Dessin et couleurs : Vincent Bourgeau -  (ISBN 9782848654188)
- Anne Frank au pays du manga, Les Arènes - Arte Éditions, 8 novembre 2013
Scénario : Alain Lewkowicz - Dessin : Vincent Bourgeau - Couleurs : noir et blanc -  (ISBN 9782352042822)
- Mon homme est un ours, La Nouvelle Graphique, Marseille, 13 septembre 2018
Scénario, dessin et couleurs : Vincent Bourgeau -  (ISBN 979-10-95006-04-6)

## Prix et distinctions
- 2013 :  La Pépite de la Création Numérique : Anne Frank au pays du manga d’Alain Lewkowicz, Vincent Bourgeau, Samuel Pott et Marc Sainsauve, (Arte) au Salon du livre et de la presse jeunesse ;
- 2017 :  prix Saint-Exupéry[5] pour Le Voyage d'Ignacio (Grasset jeunesse) (album) partagé avec Anne Cortey.

#### Livres
: document utilisé comme source pour la rédaction de cet article.
- Philippe Mellot, Michel Denni, Laurent Turpin et Isabelle Morzadec, Trésors de la bande dessinée : BDM 2023-2024 - Catalogue encyclopédique et Argus, Paris, Les Arènes, novembre 2022, 23e éd., 1677 p., ill. ; 23 cm (ISBN 9791037507280, OCLC 1351462460, présentation en ligne), p. 71, 404, 497, 856, 959, 1014.

#### Articles
- « Vincent Bourgeau - Biographie - interview », sur michellagarde.fr (consulté le 11 mai 2024).